# Hlevnica
Hlevnica falu Horvátországban Krapina-Zagorje megyében. Közigazgatásilag Đurmanechez tartozik.

## Fekvése
Krapinától 8 km-re északnyugatra, községközpontjától 4 km-re nyugatra a Zagorje hegyei között, a szlovén határ mellett fekszik. Területének nagy részét erdő és szőlőskertek borítják.

## Története
A településnek a krapina-kosteli uradalom 1613-as urbáriuma szerint 17 jobbágyportája volt, kegyura ekkor a Keglevich család. 1857-ben 297, 1910-ben 482 lakosa volt. Trianonig Varasd vármegye Krapinai járásához tartozott. 2001-ben a falunak 277 lakosa volt.

## Külső hivatkozások
- Đurmanec község hivatalos oldala
- Đurmanec legősibb nevei a horvát genealógiai egyesület honlapján